# Novellara
Novellara es un municipio italiano de la provincia de Reggio Emilia, en la región de Emilia-Romaña. 

## Demografía
| Gráfica de evolución demográfica de Novellara entre 1861 y 2001 |
|                                                                 |
| Fuente ISTAT - elaboración gráfica de Wikipedia                 |